# クウィル州
クウィル州（クウィルしゅう、フランス語: Kwilu Province）は、コンゴ民主共和国南西部の州。
2005年の人口は517万4718人。
州都はバンドゥンドゥで最大都市はキクウィト。
州を南北に走るクウィル川から名前を取っている。

## 隣接州
- 北：マイ＝ンドンベ州
- 東：カサイ州
- 南：クワンゴ州
- 西：キンシャサ

## 主要都市(2012年)
- キクウィト：39万7737人(州都)
- イディオファ（英語版）：6万1056人
- ブルング（英語版）：5万7168人
- マンガイ（英語版）：3万6801人
- マシ・マニンバ（英語版）：3万1802人
- グング（英語版）：2万3893人
- バガタ（英語版）

## 歴史
1962年、クウィル州が設置された。
1964年1月、ピエール・ムレレ率いる反政府軍が州の殆どを占領した。
1965年6月、政府軍が州内の反政府軍を排除した。
1966年1月18日、クワンゴ州とマイ＝ンドンベ州と合併し、バンドゥンドゥ州になった。
2015年、クウィル州が再設置された。